# Solenopsis gallardoi
Solenopsis gallardoi är en myrart som beskrevs av Santschi 1925. Solenopsis gallardoi ingår i släktet eldmyror, och familjen myror. Inga underarter finns listade i Catalogue of Life.